# Кузьменко Олександр Сергійович
Кузьменко Олександр Сергійович — український письменник і педагог.

## Біографія
Народився 22 грудня 1936 року в смт Чернігівка, Запорізька область; українець.
У 1956 році закінчив Чистяківський гірничий технікум.
У 1964 році закінчив Ростовський на-Дону державний університет.
Літературою захопився ще у шкільні роки. 30 років присвятив викладанню української мови та літератури в школі. 
Про батьківщину Олександр Сергійович сказав: 
|  | Маю три Вітчизни: Чернігівку, де я народився, Грабове, яке я уподобав, і Україну, на яку я сподіваюся... |